# Ivan Mozetič
Ivan Mozetič, slovenski rimskokatoliški duhovnik in ljudski zdravnik * 26. avgust 1889, Miren, † 9. februar 1971,  Ravne pri Cerknem.   

## Življenje in delo
Ivan Mozetič, stric Vinka Mozetiča, je v Gorici končal študij bogoslovja in bil 8. decembra 1912 posvečen v mašnika. Kot kaplan je služboval v Črničah, nato v Velikih Žabljah, Dolenji Trebuši in Ravnah pri Cerknem. V letih 1935−1955 je bil dekan v Cerknem, nato pa je kot upokojenec do smrti živel v Ravnah pri Cerknem.
Mozetič se je za botaniko začel zanimati v mladosti, spoznaval je zdravilno moč rastlin ter se začel kot ljudski zdravnik uveljavljati že v času službovanja v Dolenji Trebuši.  
Svoje dolgoletne izkušnje ljudskega zdravnika je skrbno zapisoval, zbiral pa je tudi imena rastlin in sestavil več rokopisnih slovarjev. Pri pisanju slovarjev se je opiral na izsledke dr. Henrika Tume in botanika Julija Głowackega. Dekanijski arhiv v Cerknem hrani dva Mozetičeva rokopisa, in sicer Zapiski iz zdravstvenega polja ter zbirko receptov, ki jih je sestavljal iz zdravilnih rastlin, ter uporabljal za zdravljenje različnih bolezni; ta zbirka obsega 284 listov pisemskega papirja. Njegov Slovar flore slovenskih dežel v petih jezikih hrani Slovenska akademija znanosti in umetnosti. Rokopis ki obsega preko 500 listov, prinaša imena rastlin v latinščini ter slovenskem, srbohrvaškem, nemškem in italijanskem jeziku. Poleg tega pa je na 188 straneh deloma ohranjen še slovensko-latinsko-nemški botanični slovar. Pri sestavljanju slednjega je sodeloval tudi kaplan Lojze Munih. Herbarij, katerega je tudi sestavil, je hranil nečak Vinko Mozetič.